# Psychotria mumfordiana
Psychotria mumfordiana är en måreväxtart som beskrevs av Forest Buffen Harkness Brown. Psychotria mumfordiana ingår i släktet Psychotria och familjen måreväxter. Inga underarter finns listade i Catalogue of Life.